# Ophiorrhiza camiguinensis
Ophiorrhiza camiguinensis är en måreväxtart som beskrevs av Adolph Daniel Edward Elmer. Ophiorrhiza camiguinensis ingår i släktet Ophiorrhiza och familjen måreväxter. Inga underarter finns listade i Catalogue of Life.